# Scytodesmus connivens
Scytodesmus connivens är en mångfotingart som beskrevs av Cook 1896. Scytodesmus connivens ingår i släktet Scytodesmus och familjen Oxydesmidae. Inga underarter finns listade i Catalogue of Life.